# ボクのセカイをまもるヒト
『ボクのセカイをまもるヒト』は、谷川流によるライトノベル。イラストは織澤あきふみが担当している。電撃文庫（メディアワークス）より2005年11月から刊行されている。また番外編『ボクのセカイをまもるヒトex』が電撃「マ）王で連載されていた。

## あらすじ
朝凪巽（15歳）は平凡、かつ目立たない高校1年生。ある日の下校中、巽は自分のことを「お兄ちゃん」と呼ぶ見知らぬ少女と出会う。なかなか離れようとしない彼女を引き連れて帰宅すると、そこには「わたしは今からお前の守護者になる」と宣言する少女が。すると突然、二人の少女は壮絶な戦いを始め、見る間に家を破壊してしまった。落ち着いて話を聞くと、二人はそれぞれ、異世界から巽を守りに来たというのだが……。

## 世界と登場人物
《 》で囲われた名称は、世界名であると同時にその世界の人間を呼ぶ名でもある（つまり《日本》とあれば「日本国」であると同時に「日本人」のニュアンスも持つ）。
8つの世界が合一しつつあり、その破滅を避ける事が国連の目的。

### 《無属》
《無属》（ニヴオーズ）とは、本作の主な舞台となる世界。端的に言えば（我々が暮らす現実世界同様）普通の世界。ここの人々は特殊能力を持っていない。
呼称ニヴオーズの由来はフランス革命暦冬第1月（雪月）の Nivôse から。
朝凪巽（あさなぎ たつみ）
15歳の高校生。至って平凡な少年のはずだったが、どういうわけか綾羽や猫子に守られる事態に。
幼い頃から姉にこき使われているせいか、一通りの家事はこなせる。
全ての世界を救う者。
朝凪津波（あさなぎ つなみ）
巽の姉で彼の担任。どこか超然としており、眼前の異常事態にも全く動じない。時折示唆的な発言をする。
担当科目は世界史だが授業内容は戦史のみ（聞いている分には楽しいらしい）。千夏に抗議されても「偏差値を上げたければ自力で何とかするか塾に通え」の一言。
なぜか挿絵・口絵・表紙などに描かれていないが、藤崎曰く「化粧っ気がないわりにはイイ面してる」とか。
石丸文一郎（いしまる ふみいちろう）
巽のクラスメートで友人。長身、かつ筋肉質な体格に加えて野武士のような顔立ち、と、高1らしくない外見をしている。巽との“男同士の友情”に対する思い入れが非常に強く、そこへ割り込んできた（と彼は思っている）綾羽を一方的に敵視する。
exで「巽の側にいる権利」をかけて綾羽に挑むが返り討ちに遭い、現在修行の旅に出ている。その際、綾羽とはある種の友情が成立した模様。
森村千夏（もりむら ちなつ）
巽のクラスメート。またの名を委員長。眼鏡っ子。巽とは同じ中学で、それなりに話をする間柄。津波の授業内容に対して抗議することもある。中学時代は巽に対して興味を持っていなかったが、高校に入り、石丸や綾羽との関連から巽に対して関心を持つようになる。石丸×巽という妄想をするのが趣味。
exでは《天使》と接触していることが判明。全裸画のモデルにされた。
藤崎（ふじさき）
exで初登場した、巽たちのクラスメート。巽とはあまり親しくない。猫子からすみれ台まで、女性をモデルにした生写真を撮っては流通させている。その熱意は新築のマンションの屋上から望遠レンズを使ってまでプールを盗撮する（巽のリークによってすぐ対策がとられたが）ほど。
鮎川 一巳・次絵・三弥（あゆかわ かずみ・つぎえ・みや）
元の朝凪家の近所に住んでいる、巽の幼馴染の三姉妹。2巻で次々に登場し、綾羽に警戒される。事実、母親共々《不死人》に寄生され、綾羽たちを襲撃する足掛かりとされた。

### 《妖精》
《妖精》（アプリリス）は自然が豊かな世界。《科学者》とはその自然観により敵対的であったが、巽保護の任務のため同盟を組む。
呼称アプリリスの由来はローマ暦第2月（グレゴリオ暦での4月）の Aprilis から。
津門綾羽紬（つとあやはつむぎ）
長髪の少女。“津門綾羽紬”は仮名。名が長い上に凝りすぎのため、普段は「綾羽」と呼ばれる。エルフストリークと呼ばれる力を用いた近接格闘で戦う。《妖精》の中では下級種族で、上位には近接戦闘以外にエルフストリークを使えるものもいるようだ。口調は堅い上に居丈高。任務に対してのみ忠実で、こちらの世界の常識には頓着しない。なお、夜中は寝ずの番をするために、昼間は巽の隣席で熟睡している。exでは巽をして「微妙としか言いようのない」料理センスが発覚する。グリーンピースが苦手。
重度のへそ曲がり。

### 《科学者》
《科学者》（マーガ）は科学と工業の世界。2巻、ex 現在の所《科学者》（の人間）当人は登場していない。
猫子（ねここ）
《科学者》より送り込まれた偵察戦闘機。幼女型アンドロイド。形式番号FRF-12TS･X004（後X005）。“猫子”の由来は津波曰く「何となく猫みたいだから」。どこからともなく（本人は「位相空間に陳列してある」と言う）重火器を取り出しては乱射する。「お兄ちゃん」＝巽の護衛が任務のため、彼から半径5メートル以上離れると自爆する。

### 《剣精》
《剣精》（メイ）は武道派な世界。“剣”と“盾”の2人セットで活動する。《妖精》とは友好的。巽を守る《妖精》《科学者》の1人と1機を支援する役回りにある。
呼称メイの由来はグレゴリオ暦の5月 May から。
媛（ひめ）
“剣”。金髪をサイドテールにまとめた中学生くらいに見えるツリ目のスレンダーな少女。中流貴族で、曰く「世界に七振りしかない剣の移し身」。幼児体型がコンプレックスらしい。日頃は木刀、本気になると諸刃の剣（「聖にして真なる剣」）を振るう。綾羽とはかねてから面識があるものの反りが合わず、会うたびに突っかかっている。
すみれ台（すみれだい）
媛の“盾”。丸眼鏡をかけた物腰丁寧なメイド風の女性。主人（媛）への致命的な攻撃を受けるのが役目だが、作中では主に媛のブレーキ役。週の半分は巽たちに昼食（学食の厨房を借りているらしい）を振舞う。ex ではラウンドガールに扮し、そのグラマーな肢体を惜しみなく披露したことも。

### 《魔術師》
《魔術師》（ファムルティ）は魔術を操る。《妖精》に対しては「邪妖精」と呼び敵対的。巽を攻撃、するふりをして彼とそれを守る《妖精》《科学者》に脅威を与え続けるのが任務。
呼称ファムルティの由来はコプト暦第8月の Paremoude から。
香炉（こうろ）
巻き毛長髪のゴスロリ童女。巽の命を狙う立場だが、やる気があるのかどうかはっきりしない。いつも有袋類のぬいぐるみを抱いており、戦闘時にはその一部分を変化させて使役する。ぬいぐるみは頻繁に替わっており、登場順にマイコプラズマ（カンガルー）・ヘリコバクター（コアラ）・クロストリジア（オポッサム）という名がついている。
香炉の使い魔
彼女のぬいぐるみから取り出され使役される
右目
自分が読んだありとあらゆる物語のガジェットをそっくりそのままコピーする能力を持つ少年。その能力ゆえ、彼がからむ戦闘は版権の問題上詳しく書けない。
右耳
全長約2メートル、直径30センチほどの円柱。その表面には何列もの棘が規則正しく並んでおり、回転しながら敵に襲いかかる。奇数列の棘でエルフストリークを削り偶数列の棘でダメージを与える、対《妖精》専用の攻撃呪式。
先生（せんせい）
香炉の師匠（ということだが、綾羽によればそれも疑わしい）である鍔広帽子を被るひょろ長い青年。物忘れが激しく記憶が三日もたない。発言は総じて暗く強烈な自殺願望を口走る。香炉のぬいぐるみの肝臓を使って物理防壁を張ることが可能。
香炉との会話はどこか噛み合っていないが、時に示唆的。ex では話の本筋に絡まないせいか、その傾向がさらに強い。

### 《天使》
《天使》（ティシュリー）は召喚術士。巽を攻撃する《魔術師》を邪魔する《剣精》の邪魔をする、というもって回った役回り。
呼称ティシュリーの由来はユダヤ暦第7月（新年）の תשרי から。
（本名不明）
普段は巽たちの学校の生徒として美術室に居座る少女。羽の生えた男性の全裸像（本人曰く「私の賢人の守護天使」）を描いている。その描画力は制服を着た森村千夏を少し観察しただけで、彼女のフルヌードを完璧に描ききるほど（制作期間は1日、しかも油彩で）。千夏が「電波さん」と形容したように、余りにも言い回しが独特すぎて常人には何を言っているのかほとんど理解できない。戦闘時は大理石像を召喚し弓矢で狙撃する、という攻撃スタイルをとる。香炉曰く「ふしだら」とのこと。

### 《不死人》
《不死人》（アーザール）は不死の変形生物。《魔術師》と同じく巽たちに脅威を与える。
呼称アーザールの由来はイラン暦第9月の آذر から 。
（本名不明）
自在に形を変化させられる粘液状の身体を持つ女性。その体内で様々な薬物を生成する能力を持つ。鮎川家の3姉妹（上述）を利用して巽たちに近づく。名の通りその精神は死なないが、肉体の寿命は約10日。「《天使》よりふしだらで汚らわしい」と香炉が言う通りの同性愛者かつサディスト。

### 《邪神》
《邪神》（ズー=ル）は名称のみ登場。綾羽の発言から推測すると、自然神信仰の宗教で、ある種の怪物を召喚するようだ。
呼称ズー=ルの由来はヒジュラ暦第12月（巡礼月）の ذو الحجة から。

## 既刊一覧
- 谷川流（著）・織澤あきふみ（イラスト）、メディアワークス〈電撃文庫〉、既刊3巻（2006年11月10日現在）
  - 『ボクのセカイをまもるヒト』、2005年11月25日初版発行（11月10日発売[1]）、ISBN 4-8402-3206-7
  - 『ボクのセカイをまもるヒト（2）』、2006年6月25日初版発行（6月10日発売[2]）、ISBN 4-8402-3444-2
  - 『ボクのセカイをまもるヒトex』、2006年11月25日初版発行（11月10日発売[3]）、ISBN 4-8402-3615-1